# 皮斯加 (伊利諾伊州)
皮斯加（英語：Pisgah）是位於美國伊利諾伊州摩根縣的一個非建制地區。該地的面積和人口皆未知。

## 地理
皮斯加的座標為39°40′07″N 90°07′32″W / 39.66861°N 90.12556°W，而該地的平均海拔高度為205米（即673英尺）。